# 歌のメリーゴーラウンド
『歌のメリーゴーラウンド』は、1964年4月11日 - 1968年3月29日にNHK総合で放送されたこども向け音楽番組である。略称は『歌メリ』。カラー放送。

## 概要
粗悪な音楽の流行がテレビ普及によって起きていることを懸念し、『みんなのうた』の初期スタッフが良質な歌でこども向け音楽番組を発展させようと開始した番組である。

## 放送時間
- 1964年度：土曜 18:00 - 18:30／火曜 17:00 - 17:30[1]
- 1965年度：土曜 18:00 - 18:30／木曜 17:00 - 17:30
- 1966年度：金曜 18:00 - 18:30／木曜 17:00 - 17:30
- 1967年度：金曜 18:00 - 18:30

## 出演者
司会
- 宍倉正信（東京マイスタージンガーメンバー）（1964年4月 - 1966年3月）
- 鈴木弘子（1965年4月 - 1966年9月）
- 伊藤アイコ（1966年9月 - 1968年3月）

歌レギュラー
- 東京マイスタージンガー[1]
- 西六郷少年少女合唱団
- 東京放送児童合唱団[1]
- 杉並児童合唱団
- 横山太郎
- 坂本信子

## 主題歌
「歌のメリーゴーラウンド」
- 作詞：保富康午
- 作曲：山本直純